# Mat (russe)

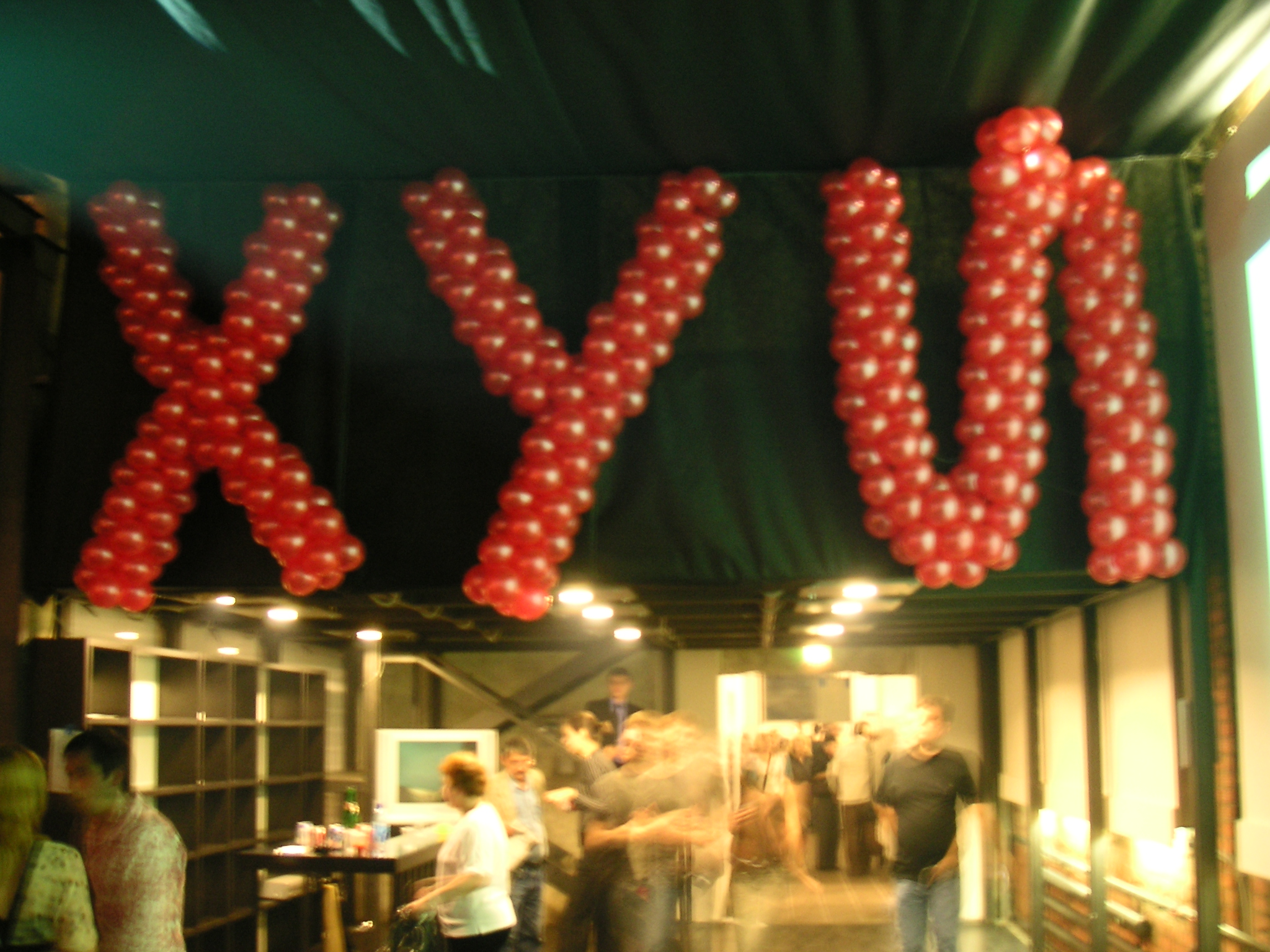
Le mot russe хуй est considéré comme obscène.

Le terme russe de mat (en russe : мат, матерщи́на, ма́терный язы́к) désigne un langage, une façon de s'exprimer argotique, grossière et obscène, basée sur un vocabulaire spécifique très cru, utilisée en Russie et dans d'autres communautés de langue slave.

## Étymologie
Le terme pourrait provenir, soit du nom мать (mat') « mère », soit d'un mot ancien signifiant « grands cris, hurlements », encore utilisé dans quelques expressions, comme орать (кричать) благим матом (crier à tue-tête, brailler, gueuler).

## Usage
En Russie, l'usage du mat est censuré par les médias et son utilisation en public, considérée comme du hooliganisme mineur, est punissable au titre de l'article 20.1 du Code des Infractions Administratives de Russie. Cet aspect tabou fait que son usage par des étrangers peut choquer les Russes et est déconseillé.
Aujourd'hui encore, dans les médias écrits, les termes du mat ne sont pas présentées en toutes lettres, mais sous forme abrégée : on trouvera ainsi par exemple « бл... » pour « блядь » (comme en français dans le titre de Jean-Paul Sartre, La P... respectueuse). À la télévision, ces mots sont couverts par des « bips ». Dans la littérature en revanche, on peut trouver des termes du mat en toutes lettres, chez l'écrivain Vladimir Sorokine par exemple.

## Principaux termes récurrents
- Иди на хуй (idi na khouï) : va te faire foutre.
- khouï (хуй) : pénis. Équivalents français : bite, queue, pine etc.
- pizda (пизда́) : sexe féminin. Équivalents : chatte, con etc.
- iebat' (еба́ть) : rapport sexuel. Équivalents : baiser, sauter, niquer...
- bliad' (блядь) : prostituée. Équivalents : putain, pute...
- pizdets (пиздец) : abrégé par les deux lettres associées П (p) Ц (ts) soit ПЦ[4],[5]. Signifie : connard, putain, de merde[6].